# Avaarse Rijk
Het Avaarse Rijk (Turks: Avar Hanliği) was een kanaat dat gevormd werd door een confederatie van verschillende Turks-Euraziatische stammen uit het steppegebied van Centraal-Azië waarbinnen de Avaren de prominentste rol speelden.
De Avaren trokken in 555 onder druk van de Göktürken naar het westen. In 558 werden ze genoemd als vazallen van het Byzantijnse Rijk. In 560 versloegen ze de Bulgaren aan de Zwarte Zee, maar als gevolg van de achtervolgende Göktürken verplaatsten zij zich verder naar de Balkan. Nadat ze in 567, samen met de Lombarden, het rijk van de Gepiden in Transsylvanië hadden vernietigd, vestigden ze zich in de Pannonische vlakte. Overigens zouden ze volgens de Göktürken ten onrechte gebruikmaken van de naam Avaren, omdat zij geen werkelijke dynastieke afstammelingen waren. Deze zouden zich nog in Centraal-Azië bevinden.
Hun rijk strekte zich nu uit van de Wolga tot aan de Oostzee. Ze allieerden zich met het Byzantijnse Rijk en vochten tegen de Slaven en Bulgaren. Dit veranderde toen ze Italië probeerden binnen te vallen in 610 en Constantinopel vruchteloos belegerden in 619 en 626.

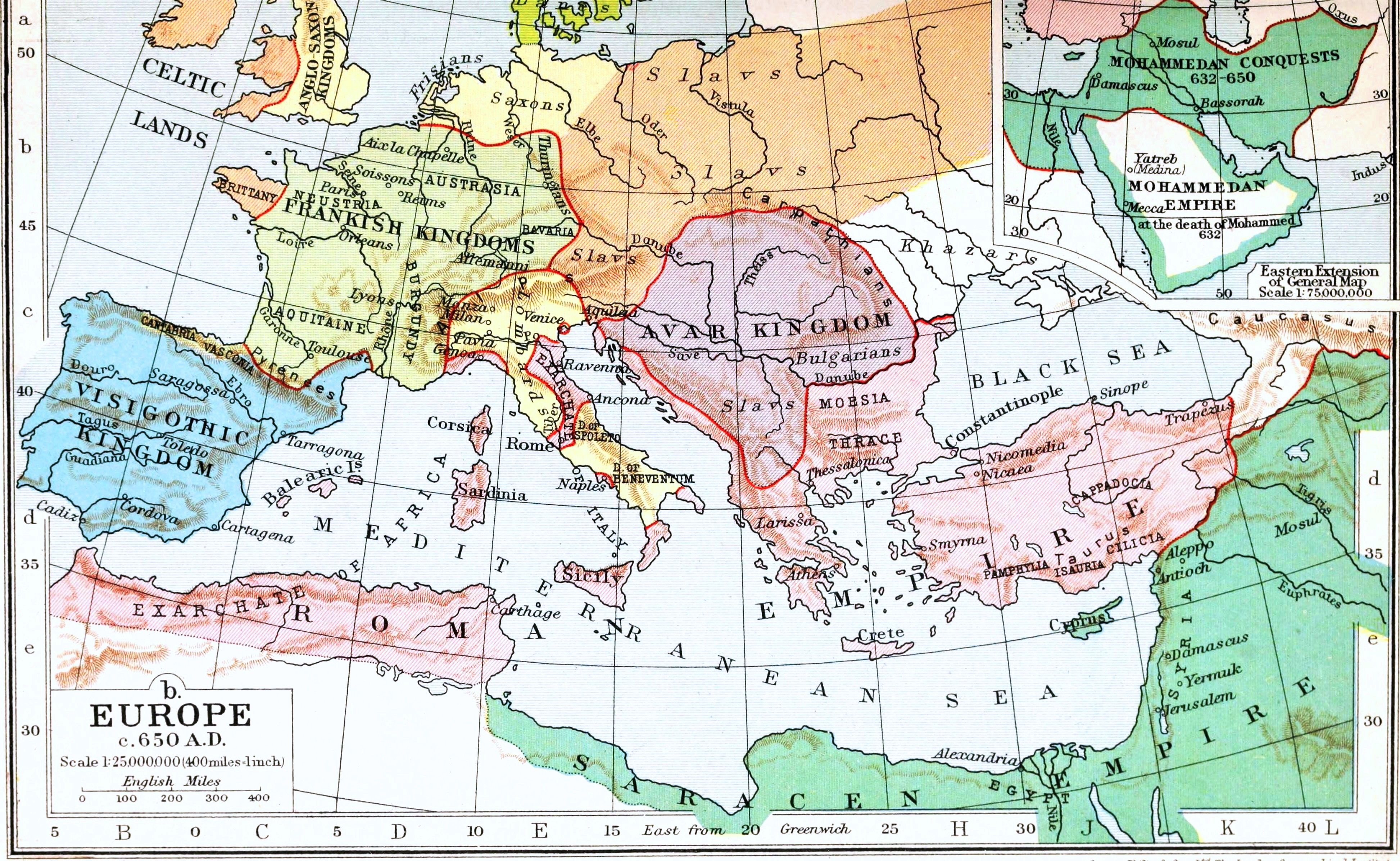
Europa in 650

Na de dood van Khan Kubrat in 665 werd het Avaarse Rijk een samensmelting van drie volkeren: de Avaren, de Bulgaren en de Slaven. In de 8ste eeuw zijn de Khans vadsig geworden en leefden ze van smeergeld. De binnenlandse druk van de Slaven, aan de westgrens met het Karolingische Rijk (Karel de Grote bracht hen zware nederlagen toe in zijn veldtochten in 791, 795 en 796-797) en aan de oostgrens met het Bulgaarse Rijk leidde in 804 er toe dat het Avaarse Rijk uitdoofde en tussen Karel de Grote en de Bulgaarse khan Kroem werd verdeeld met de Donau als grens.